# アングリー (ローリング・ストーンズの曲)
「アングリー」（Angry）は、イギリスのロックバンド、ローリング・ストーンズの楽曲。

## 概要
18年ぶりとなるアルバム『ハックニー・ダイアモンズ』からの先行シングル。フジテレビ系ドラマ『うちの弁護士は手がかかる』主題歌。
ミックがマスティク島で作ったギターリフが元になっており、キースの提案でサビとヴァースを入れ替えた。その後、キースがベースパートを考えてプレイしたという。

## ミュージックビデオ
過去の様々なストーンズが看板に映し出される中、米人気ドラマ『ユーフォリア/EUPHORIA』『ホワイト・ロータス/諸事情だらけのリゾート』で一躍有名となった俳優、シドニー・スウィーニーがロサンゼルスで車に乗っている姿が映し出されており、バンドのYouTubeチャンネルではビデオの撮影舞台裏の映像も公開されている。

## 評価・反響
本作のミュージック・ビデオはYouTubeにて、2020年4月に発表した当時8年振りの新曲「リヴィング・イン・ア・ゴースト・タウン」の総再生回数をたった3日間で超え、母国イギリスを含む全世界14か国のiTunes Storeで1位を記録した。本作に対して『デイリー・テレグラフ』は「“アングリー”はこの40年のザ・ローリング・ストーンズで最高のシングルだ」と評し、『ガーディアン』は「ここ数十年で最高の曲」と評している。
ロン・ウッドは本曲を『ハックニー・ダイヤモンド』のオープニング・ナンバーとして完璧だと評している。

## クレジット
＊出典

### ローリング・ストーンズ
- ミック・ジャガー-リード・ボーカル、バッキング・ボーカル、ギター
- キース・リチャーズ-ギター、ベース・ギター、バッキング・ボーカル
- ロン・ウッド-ギター、バッキング・ボーカル

### 外部ミュージシャン
- スティーブ・ジョーダン-ドラム
- マット・クリフォード-ピアノ
- アンドリュー・ワット-バッキング・ボーカル